# Кундушумбал
Кундушумбал (мар. Кундышӱмбал) — деревня в Советском районе Республики Марий Эл. Входит в состав Ронгинского сельского поселения.

## География
Находится в центральной части республики Марий Эл на расстоянии приблизительно 10 км по прямой на восток-юго-восток от районного центра посёлка Советский.

## История
Была основана в 1850 году переселенцами из соседней деревни Петрушкино. В 1919 году в деревне проживали 213 жителей, в 1924 году здесь уже было 34 двора, 201 житель, по национальности мари, в 1930 году — 44 хозяйства, проживали 247 человек. В 1940 году деревне был 51 дом, проживали 155 человек, в 1976 году 57 хозяйств, проживали 264 человека, в 1980 году — 52 хозяйства, в которых проживали 217 человек. В советское время работали колхозы «Виян памаш» и «Коммунизм верч».

## Население
Население составляло 104 человека (все мари) в 2002 году, 104 в 2010.